# Luca Ghiotto
Luca Ghiotto (ur. 24 lutego 1995) – włoski kierowca wyścigowy. Wicemistrz Europejskiej i Włoskiej Formuły Abarth w 2012 roku, II wicemistrz Serii GP3 w 2015 roku orac Formuły 2 w 2019 roku. W 2022 roku kierowca w serii IMSA SportsCar Championship 2022 w klasie LMP2.

## Życiorys

### Formuła Abarth
Ghiotto rozpoczął karierę w jednomiejscowych samochodach wyścigowych w wieku 16 lat w 2011 roku w Formule Abarth. Tu właśnie w europejskiej serii po raz pierwszy stanął na podium – był trzeci podczas wyścigu na torze w Misano. Włoską serię ukończył na dziewiątej, a europejską na szóstej pozycji. Rok później zarówno w serii europejskiej, jak i w serii włoskiej zdobył już tytuły wicemistrzowskie.

### Formuła Renault 2.0
W 2012 roku Ghiotto rozpoczął także starty w Północnoeuropejskim Pucharze Formuły Renault 2.0 oraz w Alpejskiej Formule Renault. W obu tych seriach Włoch podpisał kontrakt z włoską ekipą Prema Powerteam. W serii alpejskiej uzbierał 22 punkty, co mu dało 17 pozycję, zaś w północnoeuropejskim pucharze z dorobkiem 7 punktów uplasował się na 44 pozycji w klasyfikacji generalnej.
Na sezon 2013 Ghiotto przedłużył kontrakt z Prema Powerteam na starty w Europejskim Pucharze Formuły Renault 2.0 oraz Alpejskiej Formule Renault. W edycji europejskiej raz wygrywał i dwukrotnie stawał na podium. Z Dorobkiem 69 punktów został sklasyfikowany na dziewiątym miejscu. Zaś w serii alpejskiej miał na koncie pięć zwycięstw i osiem miejsc na podium. Uzbierane 210 punktów pozwoliło mu zdobyć tytuł wicemistrzowski.

### Formuła Renault 3.5
W sezonie 2014 Ghiotto podpisał kontrakt z włoską ekipą International Draco Racing. W ciągu siedemnastu wyścigów, w których wystartował, uzbierał łącznie 26 punktów, co dało mu siedemnaste miejsce w końcowej klasyfikacji kierowców.

### Seria GP3
W 2014 roku wystartował w dwóch rundach GP3 – w Belgii i we Włoszech Włoch dołączył do stawki serii GP3, reprezentując rodzimą ekipę Trident. Zaimponował podczas debiutanckich kwalifikacjach, w których sięgnął po pole position. Nie zdobył jednak punktów w żadnym ze startów.
W sezonie 2015 był już etatowym zawodnikiem włoskiego teamu. Ghiotto stoczył pasjonujący pojedynek o tytuł mistrzowski z Francuzem Estebanem Oconem. Choć Włoch wygrał pięć wyścigów, a Francuz tylko jeden, to Ocon aż czternastokrotnie stawał na podium, podczas gdy Ghiotto tylko osiem razy. Rywalizacja rozstrzygnęła się w Abu Zabi, gdzie skuteczniejszy okazał się Ocon i to on sięgnął po mistrzostwo, pokonując Ghiotta różnicą ośmiu punktów. W trakcie sezonu uzyskał pulę 245 punktów, pięciokrotnie sięgał po pole position oraz aż dziewięciokrotnie uzyskał najszybszy czas okrążenia.

### Seria GP2/Formuła 2
W roku 2016 Włoch awansował do zespołu Trident Racing startującego w GP2. Pierwsze punkty odnotował w trzeciej rundzie sezonu na torze w Baku, gdzie zajął dziewiątą lokatę w sobotnim wyścigu. W kolejny weekend, na austriackim torze Red Bull Ring, dojechał tuż za podium. Jeszcze lepiej spisał się na angielskim torze Silverstone, gdzie był piąty i drugi. Do ostatnich metrów walczył z lokalnym faworytem Jordanem Kingiem. Po bezpunktowym weekendzie na Hungaroringu, na Hockenheimringu po raz pierwszy stanął na średnim stopniu podium w sobotniej rywalizacji. Włoch regularnie zdobywał punkty do finałowego wyścigu w Abu Zabi (nie ukończył jedynie drugiego startu na włoskiej Monzy). W międzyczasie dwukrotnie stanął na podium w sprincie – zajął trzecią pozycję na torze Spa-Francorchamps oraz odnotował pierwsze w karierze zwycięstwo na malezyjskim Sepang. Odniósł go po zaciętym pojedynku ze swoim rodakiem, Raffaele Marciello. Ghiotto miał szansę nawet na piątą pozycję w końcowej klasyfikacji, jednak brak punktów w finałowej eliminacji na torze Yas Marina poskutkował pozostaniem na 8. miejscu. Ghiotto został jednak najlepszym debiutantem sezonu, co mógł uznać za zadowalającą wiadomość.
W sezonie 2017 GP2 przekształcone zostało w Formułę 2, natomiast Ghiotto przeniósł się do rosyjskiej ekipy Russian Time w miejsce Nowozelandczyka Mitcha Evansa. Pierwszy wyścig na torze Sakhir zakończył na siódmej pozycji po starcie z czwartej lokaty. Dzień później startował z pole position w związku z awarią i startem z pit-lane Japończyka Nobuharu Matsushity. Włoch długo prowadził w wyścigu, jednak ostatecznie musiał uznać wyższość Monakijczyka Charles’a Leclerca. Na hiszpańskim torze w Katalonii Ghiotto wywalczył drugą pozycję w kwalifikacjach, za Leclerkiem. Wyścig sobotni obfitował w wiele zwrotów akcji w wyniku wyjazdu samochodu bezpieczeństwa. Ostatecznie dojechał ze stratą ponad trzech sekund do kierowcy Premy Racing. W niedzielę startował z siódmej pozycji i na takiej też przeciął linię mety. Na ulicznym torze w Monte Carlo zakwalifikował się dopiero na dziewiątej lokacie. W wyścigu długim, pomimo niesprzyjających warunków do wyprzedzania, zdołał jednak awansować na piąte miejsce. Wyścig sprinterski zakończył na czwartej lokacie, do końca naciskając znajdującego się na najniższym stopniu podium Szweda Gustava Malję. Na kolejnym z ulicznych torów, tym razem w azerskim Baku, Ghiotto rozbił pojazd podczas sesji kwalifikacyjnej. W konsekwencji sobotni wyścig zakończył na szesnastym miejscu. W niedzielę zaprezentował na tyle wysokie osiągi, że zdołał awansować na punktowaną siódmą pozycję. Na austriackim Red Bull Ringu sobotni wyścig rozpoczął z siódmej lokaty. Problemy z degradacją ogumienia spowodowały jednak, że linię mety przeciął jako czternasty. W niedzielę zastosował z zespołem zdecydowanie korzystniejsze ustawienia bolidu, dzięki czemu prezentował znakomite tempo. Popisał się kilka ładnymi manewrami wyprzedzania, które zaowocowały czwartą pozycją na mecie. Do podium stracił nieco ponad trzy sekundy. Po nieudanych kwalifikacjach na brytyjskim torze Silverstone Włoch musiał startować z dwunastego miejsca. Zdecydowanie lepiej spisał się w sobotę, kiedy to ponownie zaprezentował umiejętność skutecznego wyprzedzania. Zmagania zakończył na szóstej lokacie. W niedzielnym sprincie Ghiotto przeskoczył na starcie drugiego Brytyjczyka Jordana Kinga i ostatecznie na takiej też pozycji dojechał. Na krętym Hungaroringu Ghiotto ponownie zakwalifikował się na dwunastym miejscu. Po raz kolejny jednak potwierdził zdecydowanie lepsze tempo w wyścigu, kończąc sobotnią rywalizację na szóstej pozycji. W niedzielę Włoch długo walczył o podium, jednak ogromna degradacja opon w drugiej fazie zmagań skutkowała spadkiem na ósmą lokatę. Po wakacyjnej przerwie przyszła pora na eliminację na belgijskim torze Spa-Francorchamps. Po starcie z siódmej lokaty zdołał awansować na starcie. Problemy z degradacją ogumienia o mało nie pozbawiły go jednak czwartego miejsca na rzecz rodaka Antonio Fuoco. Jakiś czas później dowiedział się o tym, że zajął drugie miejsce – okazało się bowiem, że bolidy Leclerca i Brytyjczyka Olivera Rowlanda nie przeszły kontroli technicznej, za co zostali zdyskwalifikowani. W niedzielnym wyścigu Ghiotto ponownie popisał się udanym startem. Skutecznym manewrem wyprzedzania na Francuzie Normanie Nato zagwarantował sobie najniższy stopień podium. Dokonał tego w odpowiednim czasie, gdyż okrążenie później z powodu wypadku Japończyka Nobuharu Matsushity wyścig został dokończony za samochodem bezpieczeństwa. Wysokimi umiejętnościami jazdy w deszczu popisał się w pierwszym starcie w domowej rundzie na torze Monza. Po nieudanych kwalifikacjach startował z czternastego miejsca, jednak szybko awansował do czołówki. W bezpośrednim pojedynku pokonał Leclerca i Holendra Nycka de Vriesa na ostatnich okrążeniach, dzięki czemu odniósł drugi triumf w karierze. Ghiotto pomógł sobie jednak ścięciem pierwszej szykany toru – sędziowie uznali, że zyskał dzięki temu przewagę, za co dostał karę pięciu sekund doliczenia do wyniku. W konsekwencji spadł na czwartą pozycję. Włoch dopiął swego i sięgnął po zwycięstwo w niedzielnej rywalizacji. Po starcie z piątej lokaty jechał bardzo skutecznie i z przewagą blisko trzech sekund nad Brazylijczykiem Sérgio Sette Câmarą dojechał do mety. Na hiszpańskim torze Jerez de la Frontera startował z drugiej lokaty. Włoch utrzymał swoją pozycję, jednak problemy z degradacją spowodowały spadek na siódme miejsce. Na starcie niedzielnego wyścigu Ghiotto pojedynkował się z Kingiem, w konsekwencji czego doszło między nimi do kontaktu. W efekcie Włoch stracił lokatę na rzecz Kanadyjczyka Nicholasa Latifiego i Rowlanda. Tego drugiego do końca naciskał w walce o najniższy stopień podium. Podczas finałowej eliminacji, na torze Yas Marina, podchodził z iluzorycznymi szansami na podium klasyfikacji generalnej. Ghiotto w sobotnich zmaganiach dojechał czwarty po starcie z piątej lokaty. Wyścig zakończył za zawodnikami, którzy znajdowali się przed nim w tabeli – Rowlandem, Leclerkiem i swoim zespołowym partnerem, Rosjaninem Artiomem Markiełowem. Okazało się jednak, że pierwszy z nich został zdyskwalifikowany z powodu zbyt cienkiej deski wyściełającej podłogę pojazdu, dzięki czemu Włoch awansował na najniższy stopień podium oraz otrzymał niepowtarzalną okazję do zajęcia trzeciego miejsca w końcowej klasyfikacji. W niedzielnej rywalizacji dojechał piąty, natomiast Brytyjczyk siódmy, co uniemożliwiło jednak dokonanie tej sztuki. W trakcie sezonu Ghiotto zdobył 185 punktów.
W sezonie 2018 Ghiotto nawiązał współpracę z hiszpańskim zespołem Campos Racing. Współpraca z zespołem nie należała do udanych, w efekcie czego zanotował wyraźny regres wyników. Pierwszą sesję kwalifikacyjną i wyścig zakończył na dwunastej pozycji. Zdecydowanie lepiej spisał się w niedzielę, kiedy to zdołał awansować na szóste miejsce. Na torze w Baku zdołał zakwalifikować się na czwartej lokacie. Już na drugim okrążeniu w szesnastym zakręcie zaliczył jednak obrót, w konsekwencji czego rozbił swój pojazd. Niedzielny start również okazał się nieudany dla Włocha, który po starcie z końca stawki zakończył na czternastym miejscu z okrążeniem straty do zwycięzcy. Na torze pod Barleconą do sobotniego wyścigu startował z trzeciej pozycji. Na starcie zdołał wyprzedzić Taja Alexa Albona, jednak ostatecznie podium przegrał z Brytyjczykami – George’em Russellem i Lando Norrisem. W niedzielnym sprincie ponownie musiał uznać wyższość pierwszego z nich, w efekcie czego linię mety przeciął jako piąty. Na torze w Monte Carlo po starcie z szóstej pozycji zaliczył kontakt z rodakiem Antonio Fuoco, w konsekwencji czego uszkodził przednie zawieszenie i musiał wycofać się z rywalizacji. Dzień później uderzył w tył bolidu Japończyka Tadasuke Makino, który miał problem ze startem. W efekcie Włoch wyjechał z Monako z zerowym dorobkiem punktowym. Na francuskim torze Paul Ricard kwalifikacje ukończył na piątej lokacie. W sobotnim wyścigu otrzymał jednak karę stop and go za zbyt długą pracę mechaników przy pojeździe przed startem wyścigu. Ghiotto po raz kolejny zaprezentował wysokie umiejętności na mokrym torze, dzięki czemu linię mety przeciął jako czwarty. Kara czasowa na Hiszpanie Roberto Merhim pozwoliła mu jednak wskoczyć na trzecie miejsce. W niedzielnym starcie kierowca Campos Racing spisał się znakomicie także na suchym torze, dzięki czemu ponownie stanął na najniższym stopniu podium. Na austriackim Red Bull Ringu Ghiotto już od sesji treningowej nie prezentował tempa. W konsekwencji nie zdobył ani jednego punktu w ciągu całego weekendu. Zdecydowanie lepiej było na torze Silverstone w Anglii, gdzie po dziewiątym miejscu w czasówce, w sobotniej rywalizacji zdołał awansować na piątą pozycję. Dzień później linię mety przeciął jako szósty. Po wyścigu otrzymał jednak karę doliczenia pięciu sekund do rezultatu za zbyt szybką jazdę w trakcie trwania wirtualnego samochodu bezpieczeństwa. W efekcie spadł na dziewiątą lokatę. Na węgierskim Hungaroringu zakwalifikował się na piątym miejscu i na takim też zakończył długi wyścig. Karę doliczenia dziesięciu sekund do wyniku otrzymał jednak Brazylijczyk Sérgio Sette Câmara, dzięki czemu Włoch przesunął się na piąte miejsce. W niedzielę wyszedł na prowadzenie po rewelacyjnym starcie. Wyścig prowadził do dwudziestego czwartego okrążenia, dzielnie broniąc się przed szybszym Albonem. Ostatecznie musiał jednak uznać wyższość Taja. Linię mety przekroczył blisko dziewięć i pół sekundy za kierowcą zespołu DAMS. Na belgijskim torze Spa-Francorchamps Ghiotto uzyskał czwarty czas w kwalifikacjach. W wyścigu Włoch nie miał jednak dostatecznie dobrego tempa do walki w czołówce i mimo ambitnej obrony pozycji ostatecznie dojechał na siódmej lokacie. W niedzielę kierowca Campos Racing utrzymał drugą pozycję po starcie, którą stracił jednak na rzecz De Vriesa na piątym okrążeniu. Ghiotto ponownie zmagał się z ogumieniem, w związku z czym musiał uznać wyższość również Norrisa, Albona oraz Markiełowa i pogodzić się z szóstym miejscem. Po problematycznych kwalifikacjach na włoskiej Monzy, w trakcie których zajął dopiero czternaste miejsce, Ghiotto zdołał wspiąć się na dziesiątą pozycję. W niedzielnym starcie ponownie zaliczył awans, dzięki czemu wywalczył punkty za szóstą lokatę. Na rosyjskim torze w Soczi zajął w czasówce czwarte miejsce. Zaraz po starcie zaliczył jednak kontakt z Tadasuke Makino, w konsekwencji czego musiał wycofać się z rywalizacji. Niepowodzenie z soboty siłą rzeczy rzutowało na rezultat w niedzielę – Ghiotto dojechał na przedostatniej czternastej lokacie. Ostatnie kwalifikacje sezonu na torze Yas Marina były wyjątkowo nieudane, gdyż zakończył je na siedemnastym miejscu. Zespół Włocha zastosował alternatywną strategię polegającą na zdecydowanym opóźnieniu wizyty w boksach. Tempo Ghiotto było nadspodziewanie dobre, dzięki czemu zdołał wskoczyć do czołówki. Pod koniec rywalizacji wykorzystał zdecydowanie świeższe ogumienie do awansu na trzecią pozycję w wyścigu. Zdobył również dodatkowo dwa punkty za najszybsze okrążenie wyścigu. W ostatnim starcie sezonu nie prezentował już równie konkurencyjnego tempa. Na ostatnim okrążeniu wyścigu stracił punkt za ósmą lokatę na rzecz Albona. Przeciętny sezon Włoch zakończył na 8. miejscu z dorobkiem zaledwie 111 punktów.
W 2019 roku Ghiotto nawiązał współpracę z debiutującą w serii brytyjską ekipą UNI-Virtuosi Racing. Był to najlepszy sezon w karierze Włocha, który jednak obfitował w wiele wzlotów i upadków. Sezon na torze Sakhir rozpoczął od wywalczenia pierwszego w karierze pole position. Problemy ze sprzęgłem na starcie sprawiły jednak, że spadł na szóstą pozycję. Włoch sukcesywnie odrabiał straty, dzięki czemu zdołał awansować na drugie miejsce. Zanim jednak tego dokonał, Kanadyjczyk Nicholas Latifi zdołał odjechać reszcie stawki i z bezpieczną przewagą sięgnąć po zwycięstwo. W sprincie Ghiotto potwierdził wysoką formę na tym torze. Zyskał na starcie, by po zaledwie czterech okrążeniach znaleźć się na czele wyścigu. Na dwunastym okrążeniu, kiedy posiadał przewagę pięciu sekund nad Brazylijczykiem Sérgio Sette Câmarą, niespodziewanie zjechał do boksów. Tempo Włocha było dzisiaj jednak nieosiągalne dla innych – to pozwoliło mu na dwa okrążenia przed końcem odzyskać pozycję lidera. Była to druga w karierze wygrana Włocha. Na ulicznym torze w Baku Włoch zajął trzecią pozycję w kwalifikacjach. Kierowca Virtuosi Racing utrzymał swoją lokatę po starcie, jednak został wywieziony przez Niemca Micka Schumachera w pierwszym zakręcie, w konsekwencji czego spadł na siódme miejsce. Będąc na piątej lokacie w czasie okresu neutralizacji, został uderzony przez Camarę, który w trakcie dogrzewania opon wpadł w poślizg. Włoch był zmuszony zjechać do boksów po nowe skrzydło. Dzięki ponownej neutralizacji nie stracił jednak dystansu do rywali, co pozwoliło mu awansować na szóste miejsce w wyścigu. W niedzielnym starcie zdołał awansować na czwartą lokatę. Po okresie neutralizacji jechał tuż za walczącymi o drugą pozycję Brytyjczykiem Jackiem Aitkenem i Amerykaninem Juanem Manuelem Correą. Pierwszy z nich wcześniej dohamował do drugiego zakrętu toru, co zaskoczyło Włocha. W konsekwencji wjechał w bandę, a za nim kilku innych zawodników. Na hiszpańskim torze pod Barceloną Ghiotto po raz drugi w sezonie startował z pole position. Ponownie jednak miał problemy na starcie, w konsekwencji czego spadł aż na siódme miejsce. Jeszcze na tym samym okrążeniu, w zakręcie La Caixa, zbyt optymistycznym atakiem jego przednie skrzydło uszkodził Francuz Dorian Boccolacci. Po wizycie w boksach Włoch prezentował jednak znakomite tempo, dzięki któremu awansował na czwartą lokatę. W niedzielę Ghiotto ponownie popisał się dobrym tempem wyścigowym, co pozwoliło mu zakończył wyścig na drugim miejscu. Skuteczny atak na Brytyjczyka Calluma Ilotta przeprowadził na ostatnim okrążeniu wyścigu. Do sobotniego startu na ulicznym torze w Monte Carlo przystępował z trzeciego miejsca. Na starcie zyskał pozycję na rzecz Ilotta, który nie ruszył do okrążenia formującego. Ostatecznie musiał uznać wyższość jedynie Holendra Nycka de Vriesa. Po wyścigu okazało się jednak, że pojazd Włocha nie przeszedł kontroli technicznej, w konsekwencji czego został wykluczony z tabeli wyników. Startując z końca stawki,  zaliczył kontakt z Hindusem Mahaveerem Raghunathanem w zakręcie szóstym, który wykluczył go z niedzielnej rywalizacji. Na francuskim torze Paul Ricard był dopiero jedenasty w czasówce. Włoch zdecydowanie opóźnił wizytę w boksach, zjeżdżając po miękką mieszankę dopiero na dziesięć okrążeń przed metą. W trakcie pojedynku z Correą uszkodził prawe przednie koło, przez co musiał wycofać się z rywalizacji. Wcześniej otrzymał karę doliczenia pięciu sekund za przekroczenie limitu prędkości w pit-lane. W niedzielę zdołał awansować z końca stawki na dwunastą pozycję. Na austriackim Red Bull Ringu wywalczył piątą lokatę w kwalifikacjach. W wyścigu prezentował wysokie tempo, dzięki czemu pod koniec rywalizacji wyprzedził De Vriesa. Linię mety przeciął drugi za Japończykiem Nobuharu Matsushitą. W niedzielnym starcie Włoch zdołał awansować na drugą lokatę, a dzięki kraksie Szwajcara Louis Delétraza jego strata do Camary została zniwelowana w wyniku wyjazdu samochodu bezpieczeństwa. Ghiotto nie wykorzystał jednak kilku okrążeń, które otrzymał do skutecznego ataku i przeciął linię mety jako drugi. Na torze brytyjskim torze Silverstone zajął drugie miejsce w czasówce za zespołowym partnerem Zhou Guanyu. Ghiotto wyprzedził na starcie Chińczyka i prowadził do postoju w boksach. Po wyjeździe stracił pozycję na rzecz Latifiego przez niedogrzane ogumienie. Gdy jednak doprowadził je do właściwej temperatury, zdołał go wyprzedzić i odskoczyć na blisko trzy i pół sekundy na mecie. W trakcie walki nie obyło się jednak bez kontaktu. W sprincie Ghiotto zdołał awansować na piątą lokatę, jednak w wyniku przebicia lewej tylnej opony w końcowej fazie wyścigu musiał zjechać do boksów i ostatecznie dojechał dwunasty. Na starcie sobotniego wyścigu na Hungaroringu stracił pozycję na rzecz Latifiego. Po wizycie w boksach wyjechał za Aitkenem. Niesprzyjające warunki do wyprzedzania sprawiły, że Włoch mocno zużył opony, w konsekwencji czego musiał bronić pozycji przed Matsushitą. Dzięki samochodowi bezpieczeństwa na trzy okrążenia przed końcem rywalizacji zdołał obronić swoje miejsce. W niedzielę Ghiotto stracił kilka lokat na starcie, jednak ostatecznie wywalczył jeden punkt dzięki wyprzedzeniu Rosjanina Nikity Mazepina. Na belgijskim torze Spa-Francorchamps do sobotniego wyścigu startował z dziewiątej pozycji. Na skutek śmiertelnego wypadku Francuza Anthoine'a Huberta oba wyścigi zostały jednak odwołane. Kwalifikacje na domowym torze Monza zakończył dopiero na czternastej lokacie. W sobotnim wyścigu zaprezentował jednak rewelacyjną formę. Już po dwóch okrążeniach znajdował się na piątym miejscu. Awaria pistoletu do śrub powstrzymała go przed spektakularnym zwycięstwem. Ostatecznie linię mety przeciął drugi ze stratą nieco ponad pięciu sekund do Matsushity. Dodatkowe dwa punkty wywalczył za najszybsze okrążenie wyścigu. W niedzielę na siódmym okrążeniu urwał przednie skrzydło po uderzeniu w tylne koło De Vriesa w pierwszym zakręcie toru. Ostatecznie dojechał na ostatniej piętnastej pozycji. Na rosyjskim torze w Soczi zakwalifikował się na czwartym miejscu. Na piątym okrążeniu znalazł się na czele sobotniego wyścigu po udanym manewrze wyprzedzania na De Vriesa. Włoch zastosował jednak alternatywną strategię, w myśl której do boksów zjechał dopiero na dwudziestym czwartym okrążeniu. Okazało się, że poniósł większe straty, niż przewidywał zespół. W trakcie pojedynku z Latifim mocno nadwyrężył opony, w konsekwencji czego stracił trzecie miejsce na ostatnim okrążeniu wyścigu na rzecz Louisa Delétraza. Ponownie jednak mógł cieszyć się z dodatkowych punktów za najszybsze kółko wyścigu. W trakcie pierwszego okrążenia sprintu doszło do kraksy z udziałem Jacka Aitkena, Nikity Mazepina i Nobuhary Matsushity, dzięki której znalazł się na czele wyścigu. Po okresie czerwonej flagi, w trakcie której porządkowi naprawili bandę okalającą tor, Ghiotto rozpoczął skróconą rywalizację. Włoch utrzymał prowadzenie i sięgnął po trzecią wygraną w sezonie, jednak do końca musiał obawiać się ataku ze strony świeżo upieczonego mistrza serii, Nycka de Vriesa. Do ostatnich w sezonie kwalifikacji na torze Yas Marina startował z jedenastego miejsca. W trakcie sobotniej rywalizacji zdołał awansować na szóstą lokatę. Co ważne, zachował szansę na tytuł wicemistrzowski dzięki słabszej postawie Nicholasa Latifiego. W trakcie niedzielnych zmagań wyprzedził na starcie Latifiego, by już na drugim okrążeniu prowadzić przed Francuzem Giuliano Alesim. Włoch narzucił wysokie tempo, dzięki któremu sięgnął po czwarte zwycięstwo w sezonie. Na drugim miejscu dojechał jednak Latifi, który w połączeniu z dwoma punktami za najszybsze okrążenie wyścigu przypieczętował wicemistrzostwo. Kierowca UNI-Virtuosi Racing w klasyfikacji generalnej zajął jednak 3. pozycję z dorobkiem 207 punktów – siedem stracił do Latifiego, natomiast o zaledwie trzy wyprzedził Camarę.

### World Endurance Championship
Po raz pierwszy w Mistrzostwa Świata Samochodów Długodystansowych Ghiotto pojawił się w sezonie 2019. Zadebiutował podczas rundy na japońskim torze Fuji Speedway. Reprezentując zespół Lawrence'a Tomlinsona w klasie LMP1 rywalizację zakończył na jedenastym miejscu.

### Blancpain GT Series
Na sezon 2020 podpisał kontrakt z włoskim zespołem R-Motorsport na starty w wyścigach samochodów sportowych – Blancpain GT Series.

## Wyniki

### Formuła 2
| Legenda oznaczeń w tabelach wyników Wyświetl szablon na nowej stronie | Legenda oznaczeń w tabelach wyników Wyświetl szablon na nowej stronie                                                                     |
| Oznaczenie                                                            | Wyjaśnienie |
| --------------------------------------------------------------------- | --- |
| Złoty                                                                 | Zwycięzca lub mistrzostwo |
| Srebrny                                                               | 2. miejsce lub wicemistrzostwo |
| Brązowy                                                               | 3. miejsce lub II wicemistrzostwo |
| Zielony                                                               | Ukończył, punktował (w klasyfikacji generalnej, gdy zdobył co najmniej jeden punkt na przestrzeni sezonu, poza trzema powyższymi opcjami) |
| Niebieski                                                             | Ukończył, nie punktował (w klasyfikacji generalnej, gdy nie zdobył co najmniej jednego punktu na przestrzeni sezonu)                      |
| Czerwony                                                              | Nie zakwalifikował się (NZ) |
| Czerwony                                                              | Nie prekwalifikował się (NPK) |
| Różowy                                                                | Nie ukończył (NU) |
| Różowy                                                                | Niesklasyfikowany (NS) (w klasyfikacji generalnej, gdy nie został sklasyfikowany w żadnym wyścigu sezonu)                                 |
| Czarny                                                                | Zdyskwalifikowany (DK) |
| Czarny                                                                | Wykluczony (WYK/EX) |
| Biały                                                                 | Nie wystartował (NW) |
| Biały                                                                 | Kontuzjowany (K/INJ) |
| Biały                                                                 | Wyścig odwołany (OD/C) |
| Bez koloru                                                            | Został wycofany (WYC/WD) |
| Bez koloru                                                            | Nie przybył (NP/DNA) |
| Bez koloru                                                            | Nie brał udziału w treningach (NT/DNP) |
| Bez koloru                                                            | Nie został zgłoszony (–) |
| Pogrubienie                                                           | Start z pole position |
| Kursywa                                                               | Najszybsze okrążenie wyścigu |
| †                                                                     | Nie ukończył, ale jego rezultat został zaliczony ze względu na przejechanie więcej niż 90% dystansu wyścigu.                              |
| *                                                                     | Sezon w trakcie |
| 1/2/3                                                                 | Punktowana pozycja w sprincie |
| Lista systemów punktacji Formuły 1                                    | |

| Rok  | Zespół                | Wyniki w poszczególnych eliminacjach | Wyniki w poszczególnych eliminacjach | Wyniki w poszczególnych eliminacjach | Wyniki w poszczególnych eliminacjach | Wyniki w poszczególnych eliminacjach | Wyniki w poszczególnych eliminacjach | Wyniki w poszczególnych eliminacjach | Wyniki w poszczególnych eliminacjach | Wyniki w poszczególnych eliminacjach | Wyniki w poszczególnych eliminacjach | Wyniki w poszczególnych eliminacjach | Wyniki w poszczególnych eliminacjach | Wyniki w poszczególnych eliminacjach | Wyniki w poszczególnych eliminacjach | Wyniki w poszczególnych eliminacjach | Wyniki w poszczególnych eliminacjach | Wyniki w poszczególnych eliminacjach | Wyniki w poszczególnych eliminacjach | Wyniki w poszczególnych eliminacjach | Wyniki w poszczególnych eliminacjach | Wyniki w poszczególnych eliminacjach | Wyniki w poszczególnych eliminacjach | Wyniki w poszczególnych eliminacjach | Wyniki w poszczególnych eliminacjach | Punkty | Pozycja |
| ---- | --------------------- | ------------------------------------ | ------------------------------------ | ------------------------------------ | ------------------------------------ | ------------------------------------ | ------------------------------------ | ------------------------------------ | ------------------------------------ | ------------------------------------ | ------------------------------------ | ------------------------------------ | ------------------------------------ | ------------------------------------ | ------------------------------------ | ------------------------------------ | ------------------------------------ | ------------------------------------ | ------------------------------------ | ------------------------------------ | ------------------------------------ | ------------------------------------ | ------------------------------------ | ------------------------------------ | ------------------------------------ | ------ | ------- |
| 2017 | Russian Time          | BHR                                  | BHR                                  | CAT                                  | CAT                                  | MON                                  | MON                                  | BAK                                  | BAK                                  | RBR                                  | RBR                                  | SIL                                  | SIL                                  | HUN                                  | HUN                                  | SPA                                  | SPA                                  | MNZ                                  | MNZ                                  | JER                                  | JER                                  | YAS                                  | YAS                                  |                                      |                                      | 185    | 4       |
| 2017 | Russian Time          | 7                                    | 2                                    | 2                                    | 7                                    | 5                                    | 4                                    | 16                                   | 7                                    | 14                                   | 4                                    | 6                                    | 2                                    | 6                                    | 8                                    | 2                                    | 3                                    | 4                                    | 1                                    | 7                                    | 4                                    | 3                                    | 5                                    |                                      |                                      | 185    | 4       |
| 2018 | Campos Vexatec Racing | BHR                                  | BHR                                  | BAK                                  | BAK                                  | CAT                                  | CAT                                  | MON                                  | MON                                  | LEC                                  | LEC                                  | RBR                                  | RBR                                  | SIL                                  | SIL                                  | HUN                                  | HUN                                  | SPA                                  | SPA                                  | MNZ                                  | MNZ                                  | SOC                                  | SOC                                  | YAS                                  | YAS                                  | 111    | 8       |
| 2018 | Campos Vexatec Racing | 12                                   | 6                                    | NU                                   | 14                                   | 4                                    | 5                                    | NU                                   | 10                                   | 3                                    | 3                                    | 12                                   | 13                                   | 5                                    | 10                                   | 6                                    | 2                                    | 7                                    | 6                                    | 10                                   | 6                                    | NU                                   | 14                                   | 3                                    | 9                                    | 111    | 8       |
| 2019 | UNI-Virtuosi Racing   | BHR                                  | BHR                                  | BAK                                  | BAK                                  | CAT                                  | CAT                                  | MON                                  | MON                                  | LEC                                  | LEC                                  | RBR                                  | RBR                                  | SIL                                  | SIL                                  | HUN                                  | HUN                                  | SPA                                  | SPA                                  | MNZ                                  | MNZ                                  | SOC                                  | SOC                                  | YAS                                  | YAS                                  | 207    | 3       |
| 2019 | UNI-Virtuosi Racing   | 2                                    | 1                                    | 9                                    | NU                                   | 4                                    | 2                                    | DK                                   | NU                                   | NU                                   | 12                                   | 2                                    | 2                                    | 1                                    | 15                                   | 4                                    | 8                                    | OD                                   | OD                                   | 2                                    | 15                                   | 4                                    | 1                                    | 6                                    | 1                                    | 207    | 3       |
| 2020 | Hitech Grand Prix     | RBR                                  | RBR                                  | RBR                                  | RBR                                  | HUN                                  | HUN                                  | SIL                                  | SIL                                  | SIL                                  | SIL                                  | CAT                                  | CAT                                  | SPA                                  | SPA                                  | MNZ                                  | MNZ                                  | MUG                                  | MUG                                  | SOC                                  | SOC                                  | BHR                                  | BHR                                  | BHR                                  | BHR                                  | 106    | 10      |
| 2020 | Hitech Grand Prix     | NW                                   | NU                                   | 11                                   | 10                                   | 4                                    | 1                                    | 17                                   | 19                                   | 13                                   | 10                                   | 8                                    | 2                                    | 9                                    | 5                                    | 2                                    | 15                                   | 2                                    | NU                                   | 4                                    | 5‡                                   | 12                                   | NU                                   | 16                                   | 7                                    | 106    | 10      |

‡ – Kierowcy otrzymali połowę punktów, gdyż przejechano mniej niż 75% dystansu wyścigu.

### GP2
| Legenda oznaczeń w tabelach wyników Wyświetl szablon na nowej stronie | Legenda oznaczeń w tabelach wyników Wyświetl szablon na nowej stronie                                                                     |
| Oznaczenie                                                            | Wyjaśnienie |
| --------------------------------------------------------------------- | --- |
| Złoty                                                                 | Zwycięzca lub mistrzostwo |
| Srebrny                                                               | 2. miejsce lub wicemistrzostwo |
| Brązowy                                                               | 3. miejsce lub II wicemistrzostwo |
| Zielony                                                               | Ukończył, punktował (w klasyfikacji generalnej, gdy zdobył co najmniej jeden punkt na przestrzeni sezonu, poza trzema powyższymi opcjami) |
| Niebieski                                                             | Ukończył, nie punktował (w klasyfikacji generalnej, gdy nie zdobył co najmniej jednego punktu na przestrzeni sezonu)                      |
| Czerwony                                                              | Nie zakwalifikował się (NZ) |
| Czerwony                                                              | Nie prekwalifikował się (NPK) |
| Różowy                                                                | Nie ukończył (NU) |
| Różowy                                                                | Niesklasyfikowany (NS) (w klasyfikacji generalnej, gdy nie został sklasyfikowany w żadnym wyścigu sezonu)                                 |
| Czarny                                                                | Zdyskwalifikowany (DK) |
| Czarny                                                                | Wykluczony (WYK/EX) |
| Biały                                                                 | Nie wystartował (NW) |
| Biały                                                                 | Kontuzjowany (K/INJ) |
| Biały                                                                 | Wyścig odwołany (OD/C) |
| Bez koloru                                                            | Został wycofany (WYC/WD) |
| Bez koloru                                                            | Nie przybył (NP/DNA) |
| Bez koloru                                                            | Nie brał udziału w treningach (NT/DNP) |
| Bez koloru                                                            | Nie został zgłoszony (–) |
| Pogrubienie                                                           | Start z pole position |
| Kursywa                                                               | Najszybsze okrążenie wyścigu |
| †                                                                     | Nie ukończył, ale jego rezultat został zaliczony ze względu na przejechanie więcej niż 90% dystansu wyścigu.                              |
| *                                                                     | Sezon w trakcie |
| 1/2/3                                                                 | Punktowana pozycja w sprincie |
| Lista systemów punktacji Formuły 1                                    | |

| Rok  | Zespół  | Wyniki w poszczególnych eliminacjach | Wyniki w poszczególnych eliminacjach | Wyniki w poszczególnych eliminacjach | Wyniki w poszczególnych eliminacjach | Wyniki w poszczególnych eliminacjach | Wyniki w poszczególnych eliminacjach | Wyniki w poszczególnych eliminacjach | Wyniki w poszczególnych eliminacjach | Wyniki w poszczególnych eliminacjach | Wyniki w poszczególnych eliminacjach | Wyniki w poszczególnych eliminacjach | Wyniki w poszczególnych eliminacjach | Wyniki w poszczególnych eliminacjach | Wyniki w poszczególnych eliminacjach | Wyniki w poszczególnych eliminacjach | Wyniki w poszczególnych eliminacjach | Wyniki w poszczególnych eliminacjach | Wyniki w poszczególnych eliminacjach | Wyniki w poszczególnych eliminacjach | Wyniki w poszczególnych eliminacjach | Wyniki w poszczególnych eliminacjach | Wyniki w poszczególnych eliminacjach | Punkty | Pozycja |
| ---- | ------- | ------------------------------------ | ------------------------------------ | ------------------------------------ | ------------------------------------ | ------------------------------------ | ------------------------------------ | ------------------------------------ | ------------------------------------ | ------------------------------------ | ------------------------------------ | ------------------------------------ | ------------------------------------ | ------------------------------------ | ------------------------------------ | ------------------------------------ | ------------------------------------ | ------------------------------------ | ------------------------------------ | ------------------------------------ | ------------------------------------ | ------------------------------------ | ------------------------------------ | ------ | ------- |
| 2016 | Trident | ESP                                  | ESP                                  | MON                                  | MON                                  | AZE                                  | AZE                                  | AUT                                  | AUT                                  | GBR                                  | GBR                                  | HUN                                  | HUN                                  | GER                                  | GER                                  | BEL                                  | BEL                                  | ITA                                  | ITA                                  | MAL                                  | MAL                                  | ARE                                  | ARE                                  | 111    | 8       |
| 2016 | Trident | NU                                   | 12                                   | NU                                   | 14                                   | 9                                    | 12                                   | 4                                    | 9                                    | 5                                    | 2                                    | 17                                   | NU                                   | 2                                    | 4                                    | 7                                    | 3                                    | 6                                    | NU                                   | 7                                    | 1                                    | 11                                   | 19                                   | 111    | 8       |

### GP3
| Legenda oznaczeń w tabelach wyników Wyświetl szablon na nowej stronie | Legenda oznaczeń w tabelach wyników Wyświetl szablon na nowej stronie                                                                     |
| Oznaczenie                                                            | Wyjaśnienie |
| --------------------------------------------------------------------- | --- |
| Złoty                                                                 | Zwycięzca lub mistrzostwo |
| Srebrny                                                               | 2. miejsce lub wicemistrzostwo |
| Brązowy                                                               | 3. miejsce lub II wicemistrzostwo |
| Zielony                                                               | Ukończył, punktował (w klasyfikacji generalnej, gdy zdobył co najmniej jeden punkt na przestrzeni sezonu, poza trzema powyższymi opcjami) |
| Niebieski                                                             | Ukończył, nie punktował (w klasyfikacji generalnej, gdy nie zdobył co najmniej jednego punktu na przestrzeni sezonu)                      |
| Czerwony                                                              | Nie zakwalifikował się (NZ) |
| Czerwony                                                              | Nie prekwalifikował się (NPK) |
| Różowy                                                                | Nie ukończył (NU) |
| Różowy                                                                | Niesklasyfikowany (NS) (w klasyfikacji generalnej, gdy nie został sklasyfikowany w żadnym wyścigu sezonu)                                 |
| Czarny                                                                | Zdyskwalifikowany (DK) |
| Czarny                                                                | Wykluczony (WYK/EX) |
| Biały                                                                 | Nie wystartował (NW) |
| Biały                                                                 | Kontuzjowany (K/INJ) |
| Biały                                                                 | Wyścig odwołany (OD/C) |
| Bez koloru                                                            | Został wycofany (WYC/WD) |
| Bez koloru                                                            | Nie przybył (NP/DNA) |
| Bez koloru                                                            | Nie brał udziału w treningach (NT/DNP) |
| Bez koloru                                                            | Nie został zgłoszony (–) |
| Pogrubienie                                                           | Start z pole position |
| Kursywa                                                               | Najszybsze okrążenie wyścigu |
| †                                                                     | Nie ukończył, ale jego rezultat został zaliczony ze względu na przejechanie więcej niż 90% dystansu wyścigu.                              |
| *                                                                     | Sezon w trakcie |
| 1/2/3                                                                 | Punktowana pozycja w sprincie |
| Lista systemów punktacji Formuły 1                                    | |

| Rok  | Zespół  | Wyniki w poszczególnych eliminacjach | Wyniki w poszczególnych eliminacjach | Wyniki w poszczególnych eliminacjach | Wyniki w poszczególnych eliminacjach | Wyniki w poszczególnych eliminacjach | Wyniki w poszczególnych eliminacjach | Wyniki w poszczególnych eliminacjach | Wyniki w poszczególnych eliminacjach | Wyniki w poszczególnych eliminacjach | Wyniki w poszczególnych eliminacjach | Wyniki w poszczególnych eliminacjach | Wyniki w poszczególnych eliminacjach | Wyniki w poszczególnych eliminacjach | Wyniki w poszczególnych eliminacjach | Wyniki w poszczególnych eliminacjach | Wyniki w poszczególnych eliminacjach | Wyniki w poszczególnych eliminacjach | Wyniki w poszczególnych eliminacjach | Punkty | Pozycja |
| ---- | ------- | ------------------------------------ | ------------------------------------ | ------------------------------------ | ------------------------------------ | ------------------------------------ | ------------------------------------ | ------------------------------------ | ------------------------------------ | ------------------------------------ | ------------------------------------ | ------------------------------------ | ------------------------------------ | ------------------------------------ | ------------------------------------ | ------------------------------------ | ------------------------------------ | ------------------------------------ | ------------------------------------ | ------ | ------- |
| 2014 | Trident | ESP                                  | ESP                                  | AUT                                  | AUT                                  | GBR                                  | GBR                                  | DEU                                  | DEU                                  | HUN                                  | HUN                                  | BEL                                  | BEL                                  | ITA                                  | ITA                                  | RUS                                  | RUS                                  | ARE                                  | ARE                                  | 4      | 20      |
| 2014 | Trident | –                                    | –                                    | –                                    | –                                    | –                                    | –                                    | –                                    | –                                    | –                                    | –                                    | 18                                   | 14                                   | 21                                   | 13                                   | –                                    | –                                    | –                                    | –                                    | 4      | 20      |
| 2015 | Trident | ESP                                  | ESP                                  | AUT                                  | AUT                                  | GBR                                  | GBR                                  | HUN                                  | HUN                                  | BEL                                  | BEL                                  | ITA                                  | ITA                                  | RUS                                  | RUS                                  | BHR                                  | BHR                                  | ARE                                  | ARE                                  | 245    | 2       |
| 2015 | Trident | 2                                    | 8                                    | 1                                    | 3                                    | 4                                    | 7                                    | 1                                    | 4                                    | 5                                    | 1                                    | NU                                   | 3                                    | 1                                    | 8                                    | 4                                    | 1                                    | 5                                    | 4                                    | 245    | 2       |

### Formuła Renault 3.5
| Legenda oznaczeń w tabelach wyników Wyświetl szablon na nowej stronie | Legenda oznaczeń w tabelach wyników Wyświetl szablon na nowej stronie                                                                     |
| Oznaczenie                                                            | Wyjaśnienie |
| --------------------------------------------------------------------- | --- |
| Złoty                                                                 | Zwycięzca lub mistrzostwo |
| Srebrny                                                               | 2. miejsce lub wicemistrzostwo |
| Brązowy                                                               | 3. miejsce lub II wicemistrzostwo |
| Zielony                                                               | Ukończył, punktował (w klasyfikacji generalnej, gdy zdobył co najmniej jeden punkt na przestrzeni sezonu, poza trzema powyższymi opcjami) |
| Niebieski                                                             | Ukończył, nie punktował (w klasyfikacji generalnej, gdy nie zdobył co najmniej jednego punktu na przestrzeni sezonu)                      |
| Czerwony                                                              | Nie zakwalifikował się (NZ) |
| Czerwony                                                              | Nie prekwalifikował się (NPK) |
| Różowy                                                                | Nie ukończył (NU) |
| Różowy                                                                | Niesklasyfikowany (NS) (w klasyfikacji generalnej, gdy nie został sklasyfikowany w żadnym wyścigu sezonu)                                 |
| Czarny                                                                | Zdyskwalifikowany (DK) |
| Czarny                                                                | Wykluczony (WYK/EX) |
| Biały                                                                 | Nie wystartował (NW) |
| Biały                                                                 | Kontuzjowany (K/INJ) |
| Biały                                                                 | Wyścig odwołany (OD/C) |
| Bez koloru                                                            | Został wycofany (WYC/WD) |
| Bez koloru                                                            | Nie przybył (NP/DNA) |
| Bez koloru                                                            | Nie brał udziału w treningach (NT/DNP) |
| Bez koloru                                                            | Nie został zgłoszony (–) |
| Pogrubienie                                                           | Start z pole position |
| Kursywa                                                               | Najszybsze okrążenie wyścigu |
| †                                                                     | Nie ukończył, ale jego rezultat został zaliczony ze względu na przejechanie więcej niż 90% dystansu wyścigu.                              |
| *                                                                     | Sezon w trakcie |
| 1/2/3                                                                 | Punktowana pozycja w sprincie |
| Lista systemów punktacji Formuły 1                                    | |

| Rok  | Zespół                     | Wyniki w poszczególnych eliminacjach | Wyniki w poszczególnych eliminacjach | Wyniki w poszczególnych eliminacjach | Wyniki w poszczególnych eliminacjach | Wyniki w poszczególnych eliminacjach | Wyniki w poszczególnych eliminacjach | Wyniki w poszczególnych eliminacjach | Wyniki w poszczególnych eliminacjach | Wyniki w poszczególnych eliminacjach | Wyniki w poszczególnych eliminacjach | Wyniki w poszczególnych eliminacjach | Wyniki w poszczególnych eliminacjach | Wyniki w poszczególnych eliminacjach | Wyniki w poszczególnych eliminacjach | Wyniki w poszczególnych eliminacjach | Wyniki w poszczególnych eliminacjach | Wyniki w poszczególnych eliminacjach | Punkty | Pozycja |
| ---- | -------------------------- | ------------------------------------ | ------------------------------------ | ------------------------------------ | ------------------------------------ | ------------------------------------ | ------------------------------------ | ------------------------------------ | ------------------------------------ | ------------------------------------ | ------------------------------------ | ------------------------------------ | ------------------------------------ | ------------------------------------ | ------------------------------------ | ------------------------------------ | ------------------------------------ | ------------------------------------ | ------ | ------- |
| 2014 | International Draco Racing | MNZ                                  | MNZ                                  | ARA                                  | ARA                                  | MON                                  | SPA                                  | SPA                                  | MOS                                  | MOS                                  | NÜR                                  | NÜR                                  | HUN                                  | HUN                                  | LEC                                  | LEC                                  | JER                                  | JER                                  | 26     | 17      |
| 2014 | International Draco Racing | 16                                   | 4                                    | 16                                   | NU                                   | 14                                   | 6                                    | NU                                   | 16                                   | 14                                   | NU                                   | 15                                   | 11                                   | 19                                   | 7                                    | 16                                   | 13                                   | NU                                   | 26     | 17      |

### Podsumowanie
| Sezon   | Seria                                         | Zespół                     | Starty | P1 | PP | NO | Podia | Punkty | Pozycja |
| ------- | --------------------------------------------- | -------------------------- | ------ | -- | -- | -- | ----- | ------ | ------- |
| 2011    | Europejska Formuła Abarth                     | Prema Powerteam            | 14     | 0  | 0  | 1  | 4     | 65     | 6       |
| 2011    | Włoska Formuła Abarth                         | Prema Powerteam            | 14     | 0  | 1  | 2  | 1     | 42     | 9       |
| 2012    | Europejska Formuła Abarth                     | Prema Powerteam            | 24     | 7  | 8  | 9  | 11    | 246    | 2       |
| 2012    | Włoska Formuła Abarth                         | Prema Powerteam            |        |    |    |    |       | 175    | 2       |
| 2012    | Północnoeuropejski Puchar Formuły Renault 2.0 | Prema Powerteam            | 2      | 0  | 0  | 0  | 0     | 7      | 44      |
| 2012    | Alpejska Formuła Renault 2.0                  | Prema Powerteam            | 4      | 0  | 0  | 0  | 0     | 22     | 19      |
| 2013    | Europejski Puchar Formuły Renault 2.0         | Prema Powerteam            | 13     | 1  | 1  | 1  | 2     | 69     | 9       |
| 2013    | Alpejska Formuła Renault 2.0                  | Prema Powerteam            | 14     | 5  | 2  | 6  | 8     | 210    | 2       |
| 2014    | Formuła Renault 3.5                           | International Draco Racing | 17     | 0  | 0  | 0  | 0     | 26     | 17      |
| 2014    | Seria GP3                                     | Trident                    | 4      | 0  | 1  | 0  | 0     | 4      | 20      |
| 2015    | Seria GP3                                     | Trident                    | 18     | 5  | 5  | 9  | 8     | 245    | 2       |
| 2016    | Seria GP2                                     | Trident                    | 22     | 1  | 0  | 2  | 4     | 111    | 8       |
| 2017    | Formuła 2                                     | Russian Time               | 22     | 1  | 0  | 1  | 7     | 185    | 4       |
| 2018    | Formuła 2                                     | Campos Vexatec Racing      | 24     | 0  | 0  | 2  | 4     | 111    | 8       |
| 2019    | Formuła 2                                     | UNI-Virtuosi Racing        | 22     | 4  | 2  | 2  | 9     | 207    | 3       |
| 2019-20 | FIA World Endurance Championship              | Team LNT                   | 1      | 0  | 0  | 0  | 1     | 0,5    | 24      |
| 2020    | Formuła 2                                     | Hitech Grand Prix          | 23     | 1  | 0  | 1  | 4     | 106    | 10      |
| 2021    | Italian GT Championship                       | Imperiale Racing           | 6      | 0  | 1  | 1  | 5     | 46     | 5       |
| 2021    | GT World Challenge Europe Endurance Cup       | Emil Frey Racing           | 1      | 0  | 0  | 0  | 0     | 0      | NS      |
| 2021    | ADAC GT Masters                               | T3 Motorsport              | 4      | 0  | 0  | 0  | 0     | 21     | 28      |
| 2022    | IMSA SportsCar Championship                   | G-Drive Racing by APR      | 1      | 0  | 0  | 0  | 0     | 0      | NS*     |

* – sezon w trakcie.